# Villa Adrienne-Simon
La villa Adrienne-Simon est une voie du 14e arrondissement de Paris, en France.

## Situation et accès
La villa Adrienne-Simon est une impasse privée située dans le centre du 14e arrondissement de Paris. Elle s'ouvre sur le 48, rue Daguerre par un porche sous un immeuble, dont le fronton porte le nom de la voie.

## Origine du nom
Le nom de cette voie a été donné par les propriétaires riverains. Adrienne Simon, née Bonnefous (1888-1960), épouse en 1924 le docteur François Simon (1849-1926,) fondateur de l'Alliance française à Buenos Aires en 1893. Adrienne Simon et François Simon sont inhumés à Sévérac-le-Château.

## Historique
La villa Adrienne-Simon a été ouverte en 1931, bien que l'immeuble au no 6 ait été bâti par Louis Desfontaines en 1897.